# Wowee Zowee
Wowee Zowee è il terzo disco realizzato dal gruppo indie rock statunitense Pavement.
Pubblicato l'11 aprile del 1995, dalla Matador/Warner Bros., l'album venne poi distribuito in Europa attraverso la Domino/Big Cat.

## Realizzazione
Scritto interamente da Stephen Malkmus, con la sola eccezione dei brani Kennel District e Western Homes, firmati da Scott Kannberg, il disco venne poi registrato in due diverse session tra Memphis (all'Easley Recording Studio, dal 14 al 24 novembre del 1994) e New York (al Random Falls Studio, dal 10 al 14 febbraio del 1995). Prodotto dalla stessa band, fino al 2010, la versione originale dell'album, aveva venduto 129 000 copie mentre, la ristampa, si è invece attestata sulle 32 000 copie, un risultato decisamente negativo se confrontato con il loro precedente Crooked Rain, Crooked Rain.
Dopo la parentesi decisamente più rock del precedente disco, con Wowee Zowee, i Pavement optarono per un spostamento verso territori più sperimentali, cercando di evitare le classiche strutture delle canzoni tradizionali in favore di una più eterogenea combinazione di stili, valorizzando così il lato più versatile ed eclettico della band, mostrato soprattutto nei primi lavori,
L'album, il cui titolo è un omaggio all'ex batterista Gary Young, che era solito urlare la frase wowee zowee! nei momenti d'eccitazione, inizialmente avrebbe dovuto intitolarsi Dick-Sucking Fool at Pussy-Licking School, titolo concepito da Bob Nastanovich ma poi scartato perché considerato troppo osé dal resto della band, che però decise comunque di includere la frase nelle note del disco.
La copertina, creata dall'artista newyorkese Steve Keene e scelta da Stephen Malkmus tra cinquanta sue opere prodotte nel corso di una session di pittura dal vivo tenutasi durante una sua mostra, venne selezionata per via della somiglianza con quella di Känguru, album della band krautrock tedesca Guru Guru, uscito nel 1972. Il dipinto è una copia di una fotografia contenuta originariamente nella rivista Life Magazine, dal titolo The Arab World e raffigurante due donne sedute vestite in abiti scuri.
La versione in vinile venne pubblicata su doppio LP, ma incisa in solo tre lati. L'edizione giapponese comprendeva tre bonus track: Brink of the Clouds, Fake Scorpion e Easily Fooled mentre, quella australiana, conteneva anche il cd del singolo Shady Lane.
Il 7 novembre del 2006, la Matador, ha pubblicato una edizione ampliata (2CD) dell'album, uscita con il titolo Wowee Zowee: Sordid Sentinels Edition e che contiene l'intero disco, più altre 32 canzoni della band registrate in quel periodo, di cui 18 inedite. Le prime copie di questa ristampa includevano un 7" con le versioni in studio dei brani Black Out e Extradition, oltre una rara registrazione (in versione digitale) di uno spettacolo dal vivo dei Pavement, tenutosi al Palace di Los Angeles, il 21 aprile 1994.
Nel 2010, l'autore Bryan Charles, come parte della serie intitolata 33 ⅓, scrisse un libro sull'album, con interviste a tutti i componenti della band, nonché ai fondatori della Matador Records, Gerard Cosloy e Chris Lombardi.

## Tracce
1. We Dance - 3:01
2. Rattled by the Rush - 4:16
3. Black Out - 2:10
4. Brinx Job - 1:31
5. Grounded - 4:14
6. Serpentine Pad - 1:16
7. Motion Suggests - 3:15
8. Father to a Sister of Thought - 3:30
9. Extradition - 2:12
10. Best Friend's Arm - 2:19
11. Grave Architecture - 4:16
12. AT&T - 3:32
13. Flux=Rad - 1:45
14. Fight This Generation - 4:22
15. Kennel District - 2:59
16. Pueblo - 3:25
17. Half a Canyon - 6:10
18. Western Homes - 1:49

## Singoli
Due singoli vennero estratti dall'album: Rattled by the Rush uscita nel marzo del 1995 e Father to a Sister of Thought pubblicata il 20 giugno dello stesso anno.

### Rattled by the Rush
- US 7" Matador Records

1. Rattled by the Rush - 4:18
2. Fake Skorpion - 2:02
3. Easily Fooled - 3:06

- US CD Matador Records

1. Rattled by the Rush - 4:18
2. Brink Of The Clouds - 2:27
3. Fake Skorpion - 2:02
4. Easily Fooled - 3:06

- UK 12" Big Cat

1. Rattled by the Rush - 4:19
2. Fake Skorpion - 2:01
3. Easily Fooled - 3:07

- UK CD Big Cat

1. Rattled by the Rush - 4:19
2. Fake Skorpion - 2:01
3. Easily Fooled - 3:07
4. Brink Of The Clouds - 2:26

### Father to a Sister of Thought
- US 7"/CD Matador Records

1. Father to a Sister of Thought - 3:35
2. Kris Kraft - 2:48
3. Mussle Rock (In The Midst Of Transition) - 3:32

- UK 12"/CD Big Cat

1. Father to a Sister of Thought - 3:35
2. Kris Kraft - 2:48
3. Mussle Rock (In The Midst Of Transition) - 3:32

## Formazione
- Stephen Malkmus - voce, chitarra
- Scott Kannberg - chitarra, voce
- Mark Ibold - basso
- Steve West - batteria
- Bob Nastanovich - percussioni, voce

## Altri
- Doug Easley - chitarra pedal steel su "Father to a Sister of Thought"
- Sibel Firat - violoncello su "Fight This Generation"